# Vallcanera
Vallcanera es una entidad de población española del municipio de Sils, perteneciente a la provincia de Gerona, en la comunidad autónoma de Cataluña.

## Historia
El lugar tuvo ayuntamiento propio. El municipio de Vallcanera desapareció de cara al censo de 1857, al incorporarse al de Riudarenes. Hacia mediados del siglo XIX, el lugar tenía contabilizada una población de 100 habitantes. Aparece descrito en el decimoquinto volumen del Diccionario geográfico-estadístico-histórico de España y sus posesiones de Ultramar de Pascual Madoz con las siguientes palabras:

VALLCANERA: l. en la prov. y dióc. de Gerona, part. jud. de Sta. Coloma de Farnés, aud. terr., c. g. de Barcelona, ayunt. de Riudarenas. sit. en terreno llano, á la izq. de la carretera general de Barcelona á Francia, con buena ventilacion y clima templado y saludable; las enfermedades comunes, son fiebres intermitentes. Tiene 60 casas, y una igl. parr. (Sta. Eulalia), servida por un cura de ingreso, de provision real y ordinaria. El térm. confina con Franciach, Sta. Coloma de Farnés, Riudarenas y Sils. El terreno es de mediana calidad, le cruza la menciona carretera y otros caminos locales. prod.: cereales, legumbres, frutas y hortalizas; cria ganado y caza de varias especies. pobl.. 24 vec., 100 alm. cap. prod.: 2.070,400 rs. imp.: 51,760.
(Madoz, 1849, p. 587)

En la actualidad, pertenece al municipio de Sils. En 2023, la entidad singular de población de Vallcanera tenía empadronados 79 habitantes, todos ellos en diseminado.

## Patrimonio
Hay en el lugar una iglesia de Santa Eulalia.